# Evangeliarium van Egmond

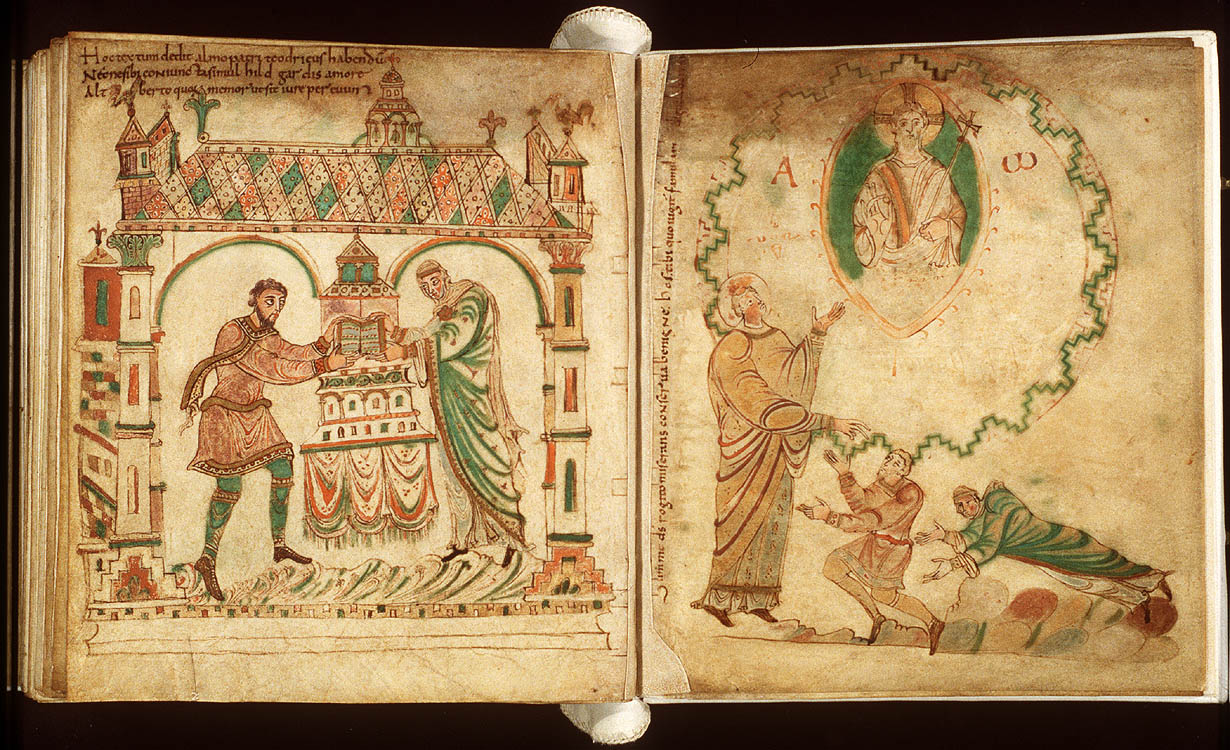
Fol. 214v en 215r van het Evangeliarium: de beide in opdracht van graaf Dirk II aan het handschrift toegevoegde miniaturen

Het Evangeliarium van Egmond is een negende-eeuws handschrift dat bewaard wordt in de Koninklijke Bibliotheek in Den Haag onder signatuur 76 F 1. Het dankt zijn naam aan de Abdij van Egmond waar het gedurende meer dan zeshonderd jaar werd bewaard en gebruikt. Het boek is voor Nederland een bijzonder handschrift omdat het de eerste afbeelding van Nederlandse personen en gebouwen bevat.

## Codicologische informatie
Het evangeliarium omvat 218 folia uit velijn die 232 x 207 mm meten. De Latijnse tekst is geschreven in een Karolingische minuskel in één kolom van 20 regels met als afmetingen 156 x 126 mm. Origineel was het evangeliarium gebonden in een kostbare band met eikenhouten platten, bekleed met goudblik en bezet met edelstenen. Omstreeks 1300 vermeldde de auteur van de ‘Rijmkroniek van Holland’ deze band in zijn werk. In de beschrijving uit 1805 door Hendrik van Wijn wordt een bruinlederen band met houten platten en blindstempeling vermeld, de kostbare middeleeuwse band werd waarschijnlijk in 1574 verwijderd, dit jaartal was namelijk gestempeld in de lederen band die Van Wijn beschreef. In 1830 werd de band nogmaals vervangen toen het werk werd opgenomen in de Koninklijke bibliotheek en in 1949 kreeg het handschrift weer een nieuwe band uit kalfsperkament waarvan bleek dat hij door de harde gelijmde rug schade veroorzaakte. Het boek werd in 1995 gerestaureerd en van zijn huidige witte geitenleren band voorzien.

## Geschiedenis
Het werk werd in het derde kwart van de negende eeuw vervaardigd in het noorden van Frankrijk waarschijnlijk in Reims. Het is niet geweten wie de opdrachtgever was.

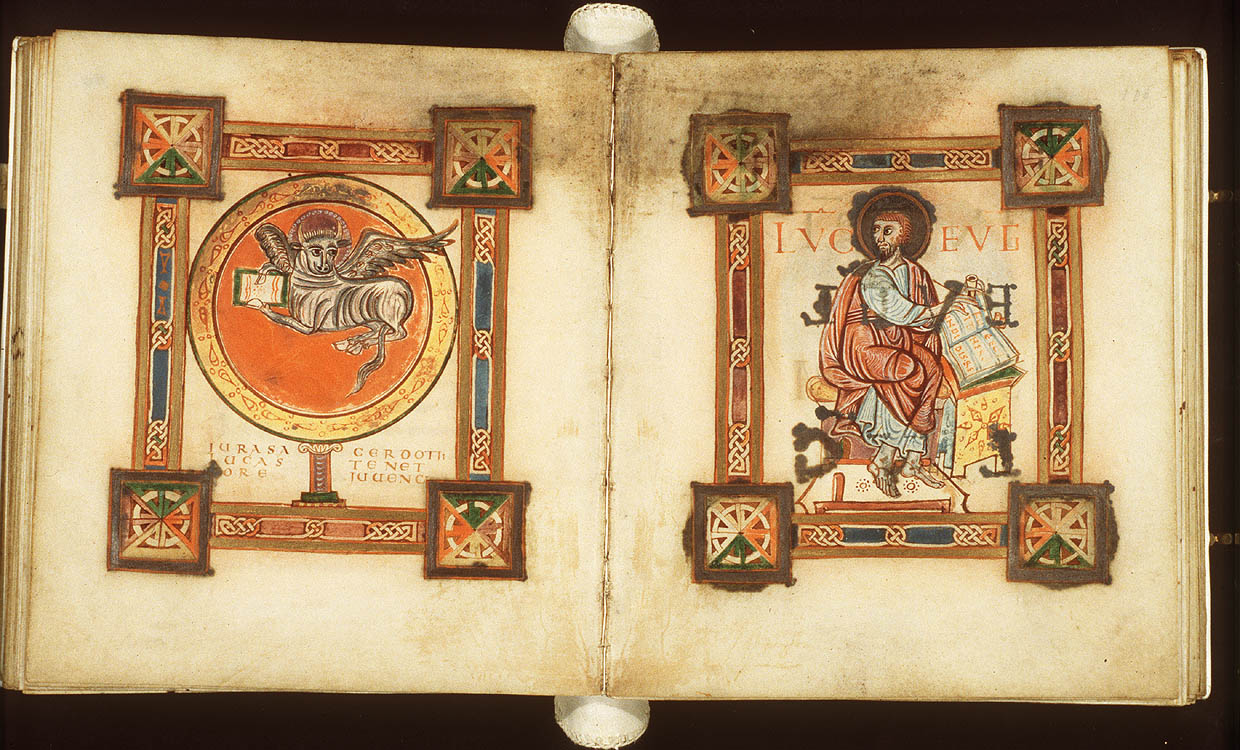
Egmond-evangeliarium, ff.104v-105r, symbool van de evangelist Lucas

Rond 900 werden aan dit handschrift acht folia toegevoegd, twee bij het begin van elk evangelie, om daarop aan de verso zijde van het eerste folium het symbool van de evangelist te plaatsen en op de recto zijde van het tweede folium een portret van de evangelist. Op de verso zijde kwam dan de ‘incipit’ en de volgende bladzijde werd aangepast om de beginletters van de tekst in grote sierletters weer te geven. Men kan op sommige plaatsen nog duidelijk zien dat de oorspronkelijke begintekst werd weggeschraapt, bijvoorbeeld op folium 19 recto aan het begin van het Mattheusevangelie in de Liber Generationis. Men ziet duidelijk dat voor de originele tekst 'XPI FILII DAVID FILII ABRAHAM;’ een stuk is weggeschraapt dat werd overgebracht naar de voorgaande incipit pagina’s. Waarschijnlijk stond er oorspronkelijk: ‘INC EVANG SCDM MATTHEUM / LIBER GENERATIONIS / IHU XPI FILII DAVID FILII ABRAHAM ;’ Het gedeelte van de tekst dat werd weggeschraapt, werd in sierletters toegevoegd op f17v, f18r en f19v. Tezelfdertijd met deze toevoegingen werden ook de oorspronkelijke canontabellen vervangen door de huidige of werden de canontabellen voor het eerst aan het handschrift toegevoegd. De zeven folia met canontabellen gaan het evangelistensymbool van Mattheus vooraf.
Het manuscript kwam later in het bezit van de Friese graaf Dirk II. Hij liet het manuscript voorzien van de rijk gedecoreerde boekband die eerder werd vermeld en liet ook twee nieuwe miniaturen, in een diptiek geplaatst, toevoegen op het einde van het boek om de schenking van het evangeliarium aan de abdij van Egmond te illustreren. Deze miniaturen werden waarschijnlijk in Gent toegevoegd tussen 975-988, de schenking zelf dateert van 975.
Op de linkerminiatuur op f214v zien we Dirk en zijn vrouw Hildegard onder een boogstructuur, het open geslagen evangeliarium op een altaar leggen. De buitenzijde van de abdij (uiteraard een fictief beeld) wordt getoond als een architecturale omlijsting van het gebeuren. De tekst in de linkerbovenhoek duidt wat er gebeurt:
Hoc textum dedit almo patri Teodricus habendum /
Necne sibi coniuncta simul Hildgardis amore /
Altberto quorum memor ut sit iure per evum— 
 Op de recto bladzijde zien we opnieuw de schenkers, de graaf geknield en Hildegard op de grond liggend voor de heilige Adalbertus, de patroonheilige van de Abdij, die voor hen ten beste spreekt bij Christus, voorgesteld in een Majestas Domini. Hier luidt het bijschrift:
 Summe Deus rogito miserans conserva benigne, hos tibi quo iugitur formulari digne laborent— 
 De cirkelvormige ruimte rond de mandorla met Christus suggereert waarschijnlijk een Byzantijnse koepel.
Het evangeliarium werd in de abdij bewaard tot aan de Opstand. In een inventaris van 1571 wordt het boek nog vernoemd. In 1573 werd de abdij geplunderd en verwoest, maar het boek was ondertussen in veiligheid gebracht in Haarlem door Godfried van Mierlo abt van de Abdij van Egmond en bisschop van Haarlem. Op 27 mei 1578 werd het boek en een aantal andere kostbaarheden toevertrouwd aan Peter van Driel, belastingontvanger in Haarlem. Na 1581 werden het evangelieboek en de andere kostbaarheden door Van Driel overgebracht naar Keulen. Op 7 mei 1583 geeft bisschop Van Mierlo volmacht aan Hendrik Bercheyck, prior van het klooster van de Predikheren in Keulen, om beslag te leggen op de kerkelijke goederen die hij aan Van Driel in bewaring had gegeven en ze te bewaren.
Tot in 1604 bleef het evangeliarium bij de Predikheren in Keulen, maar op 10 januari wordt het opgehaald door de apostolische vicaris Sasbout Vosmeer, de opvolger van bisschop Van Mierlo. Sasboud Vosmeer heeft het boek waarschijnlijk ondergebracht bij het college dat hij in 1600 in Keulen had opgericht.
Tussen 1656 en 1688 keert het handschrift terug naar Nederland, namelijk naar Utrecht waar het zich in 1688 in de Geertekerk bevond volgens een Latijnse notitie in het handschrift, van Joan. Lindeborn, pastoor van de St. Nicolaas. Joannes Lindeborn was student en rector geweest aan het college in Keulen waar het handschrift bewaard werd. Dit college werd in 1683 opgeheven en het is best mogelijk dat het boek toen naar Utrecht werd overgebracht. Het boek wordt in 1802 herkend door de Utrechtse schepen en archivaris Petrus van Musschenbroek bij Timot de Jongh, pastoor van de ‘Oud-Roomschen’ in de Hoek te Utrecht. Diens collega Hendrik van Wijn gaf een beschrijving van het manuscript in 1805 in zijn boek ‘Huiszittend Leven’. Maar ook in 1720 was het boek al gesignaleerd door Willibrord Kemp, toen pastoor van de Oud-Roomse kerk.
In 1830 werd het boek voor fl.800 aangekocht door koning Willem I en gedeponeerd bij de Koninklijke Bibliotheek.

## Inhoud

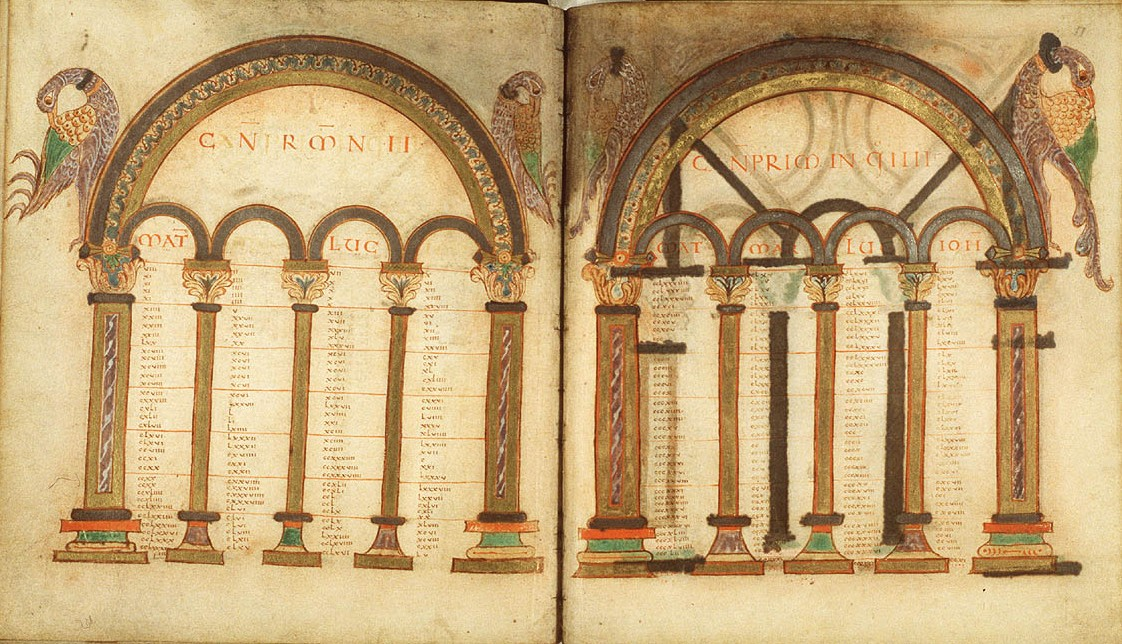
Egmond-evangeliarium ff.10v-11r, canontabellen

Het originele handschrift bevatte waarschijnlijk de standaard teksten die men in een evangeliarium aantreft. Uiteraard zijn er de vier evangelies volgens de Vulgaat, in de volgorde Matteüs, Marcus, Lucas en Johannes en zoals gebruikelijk de Novum opus, de brief van Hiëronymus aan paus Damasus, over zijn Bijbelvertaling, zo genoemd naar de eerste twee woorden ervan. Daarnaast was er de brief van Eusebius aan Carpianus met uitleg over het gebruik van de canon-tabellen. Verder waren er de breves causae of “capitulationes”, de samenvattingen van de evangeliën en de argumenta, korte biografieën van de evangelisten, die telkens de tekst van het evangelie voorafgaan. Het boek had ook een Liber generationis met de afstamming van Christus vanaf Abraham en misschien waren de Canons van Eusebius, die het de gebruiker van het boek gemakkelijk maken om de parallelle teksten in de vier evangeliën op te zoeken, ook van bij de aanvang aanwezig.
- fol. 1r-2v: brief van Hieronymus aan paus Damasus I, inc. Novum opus;
- fol. 2v-4v: proloog op Hieronymus commentaar op het evangelie van Mattheus, inc. Plures fuisse;
- fol. 4v-5v: Eusebius Carpiano fratri salutem - brief van Eusebius aan Carpianus, inc. Ammonius quidam;
- fol. 5v-6r: Hieronymus Damaso papae - brief van Hieronymus aan paus Damasus I, inc. Sciendum etiam
- fol. 7r-8r: capitula Mattheus
- fol. 8r-8v: proloog Mattheus
- fol. 9r: lijst van ministerialen 1264
- fol. 9v: oorkonde 1251
- fol. 10v-16r: canontafels
- fol. 16v-17r: sierbladzijden Mattheus (symbool, portret, incipit, initiaal)
- fol. 19r-66v: evangelie Mattheus
- fol. 67r-68r: capitula Marcus
- fol. 68r-68v: proloog Marcus
- fol. 69v-71v: sierbladzijden Marcus (symbool, portret, incipit, initiaal)
- fol. 71ar-99v: evangelie Marcus
- fol. 100r-100v: proloog Lucas
- fol. 100v-102v: capitula Lucas
- fol. 104v-106r: sierbladzijden Lucas (symbool, portret, incipit, initiaal)
- fol. 103v, 106v-156r: evangelie Lucas
- fol. 157r-157v: proloog Johannes
- fol. 157v-160r: capitula Johannes
- fol. 161v-163r: sierbladzijden Johannes (symbool, portret, incipit, initiaal)
- fol. 160v, 163v-199v: evangelie Johannes
- fol. 200r-213v: capitula evangeliorum
- fol. 214v-215r: schenkingsminiaturen Dirk en Hildegard
- fol. 216v: oorkonde 1291

(Cursief gezette folia zijn 13de-eeuwse toevoegingen)

## Verluchting
De omstreeks 900 toegevoegde folia met de evangelistensymbolen en de versierde hoofdletters op de incipit-pagina’s zijn gemaakt in de Franco-Insulaire stijl ook Franco-Saksische of Anglo-Frankische stijl genoemd, die ontstond in de Noord-Franse abdijen in de nadagen van de Karolingische periode. De evangelistenportretten die op hetzelfde moment werden toegevoegd, kunnen eigenlijk nog teruggevoerd worden op de Karolingische traditie. Afbeeldingen van de evangelisten, die populair waren in de Insulaire en Karolingische werken, werden in de Franco-Insulaire handschriften meestal weggelaten.
De dedicatieminiaturen die omstreeks 975 aan het handschrift werden toegevoegd, leunen volgens sommigen sterk aan bij de Ottoonse stijl die aan het hof van de Ottoonse keizers was ontstaan uit de Karolingische en Byzantijnse voorbeelden. Het is in deze periode dat dubbelportretten worden geïntroduceerd in de kunst in het westen. Iconografische elementen van de miniatuur zoals de proskynesis, de disproportie tussen de schenkers enerzijds en de heilige en Christus anderzijds, de symmetrie en het dubbelportret duiden op Byzantijnse invloeden. Sommigen nemen aan dat Egbert de zoon van Diederik en Hildegard die in 976 werd aangesteld als rijkskanselier van Otto II en in 977 als aartsbisschop van Trier, een rol zou gespeeld hebben bij het tot stand komen van deze miniaturen.